# جاي فرهوفشتات
جاي فرهوفشتات ولد في 11 أبريل 1953 في دندرمونده في بلجيكا ،سياسي بلجيكي شغل منصب رئيس وزرء بلجيكا من 12 يوليو 1999 إلى 20 مارس 2008 ،وأحد المعارضين لمعاهدة لشبونة للاتحاد الأوروبي.
جاي موريس ماري لويس فرهوفشتات (11 أبريل عام 1953)، سياسي بلجيكي تولى زعامة تحالف الليبراليين والديمقراطيين من أجل أوروبا خلال الفترة من عام 2009 حتى عام 2019، وكان عضوًا في البرلمان الأوروبي عن بلجيكا منذ عام 2009. كذلك شغل كلًا من منصب رئيس وزراء بلجيكا خلال الفترة من عام 1999 حتى عام 2008، ومنصب نائب رئيس الوزراء ووزير الموازنة خلال الفترة من عام 1985 حتى عام 1992. كان عضوًا في مجلس النواب من عام 1985 حتى عام 2009.
كان عضوًا في البرلمان الأوروبي منذ عام 2009، وقاد مجموعة تحالف الليبراليين والديمقراطيين من أجل أوروبا خلال الفترة من عام 2009 حتى عام 2019، ويعود إليه الفضل في تأسيس مجموعة سبينلي الفيدرالية البرلمانية المشتركة. كان مرشح تحالف الليبراليين والديمقراطيين من أجل أوروبا لرئاسة المفوضية الأوروبية في الانتخابات الأوروبية البرلمانية في عام 2014. شغل منصب منسق البرلمان الأوروبي المعني بملف خروج بريطانيا من الاتحاد الأوروبي ورئيس مجموعة توجيه خروج بريطانيا من الاتحاد الأوروبي خلال الفترة من عام 2016 حتى عام 2020. يعد من المدافعين عن فدرلة الاتحاد الأوروبي.

## بدايات مسيرته المهنية
ولد فرهوفشتات في داندرموند عام 1953، وأصبح رئيسًا لرابطة الطلاب الليبرالية الفلمنكية خلال الفترة من عام 1972 حتى عام 1974 أثناء دراسته القانون في جامعة خنت. سرعان ما أصبح بعدها سكرتيرًا لويلي دي كليرك الذي كان حينها رئيسًا للحزب الليبرالي الفلمنكي (بّي في في). أصبح رئيسًا للحزب حين كان عمره 29 عامًا في عام 1982. انتُخب عضوًا في مجلس النواب في عام 1985، وتولى منصب نائب رئيس الوزراء ووزير الموازنة خلال عهد رئيس الوزراء ويلفريد مارتنز. لُقب بـ«ثاتشر الطفل» نظرًا لآرائه الاقتصادية وصغر سنه.
أضحى زعيمًا للمعارضة بعد عزله من الحكومة. غير فرهوفشتات اسم البّي في في ليصبح اسمه حزب الليبراليين والديمقراطيين الفلمنكيين (في إل دي)، وذلك في أعقاب محاولةٍ فاشلة لتشكيل حكومة في نوفمبر عام 1991. اجتذب الحزب الجديد العديد من السياسيين من الأحزاب الأخرى ممن التحقوا في صفوفه ومن أبرزهم حزب الاتحاد الشعبي (في يو) وحزب الشعب المسيحي (سي في بّي).
بيد أن الحزب لم يتمكن من تخطي السي في بّي رغم سقف التوقعات العالية الموضوعة له. قدم فرهوفشتات استقالته وتوارى عن المشهد السياسي ليعود رئيسًا للحزب ومروجًا لصورة أقل راديكالية عن آرائه في عام 1997. ابتعد فرهوفشتات تدريجيًا عن النيوليبرالية (أسهم شقيقه ديرك الذي كان فيلسوفًا سياسيًا ليبراليًا اجتماعيًا في ترك أثرٍ عليه)، وغدا شخصيةً مالت أكثر نحو الوسطية، وهو تغيير تجلى على وجه الخصوص خلال فترة ولايته الأولى كرئيس للوزراء.

## المواقف السياسية

### حرب العراق
عارض فرهوفشتات الغزو الأمريكي للعراق. صرح فرهوفشتات خلال اجتماعه مع رئيس الولايات المتحدة جورج دبليو. بوش في عام 2005 بقوله: «حان الوقت لوضع خط في ظل توترات الماضي القريب. ليس من المعقول مواصلة الجدال حيال من كان على صواب ومن كان خاطئًا».

### الانتفاضة البحرينية
أدان فرهوفشتات قتل المحتجين خلال الانتفاضة المؤيدة للديمقراطية في البحرين عام 2011 بقوله: «تعرض المحتجون للقتل والتعذيب والسجن. ينبغي التحقيق في هذه الحوادث بصورة مناسبة وتقديمها إلى العدالة وليس التستر عليها. أوافق تمامًا بأن سباق الجائزة الكبرى للفورمولا 1 لا يجب أن يعود للبحرين حتى تحقيق هذا الأمر.»

### الاستقلال الكتالوني
عارض فرهوفشتات استفتاء الاستقلال الكتالوني عام 2017، ولكنه أدان استخدام إسبانيا للعنف. وقال فرهوفشتات حيال الأمر: «افتقد الاستفتاء للشرعية الديمقراطية الأساسية». ووفقًا لفرهوفشتات فإن الرئيس الكتالوني السابق كارلس بوتشدمون «ترك كتالونيا في حالة من الفوضى والدمار».

### روسيا
انتقد فرهوفشتات رئيس الوزراء اليوناني أليكسيس تسيبراس في شهر أبريل من عام 2015 بعد اجتماع الأخير مع الرئيس الروسي فلاديمر بوتين في أعقاب الحرب الأوكرانية الروسية والمفاوضات الصعبة ما بين الاتحاد الأوروبي والبنك المركزي الأوروبي وصندوق النقد الدولي من جهة وحكومة تسيبراس المنتخبة حديثًا تحت قيادة حزب سيريزا من جهة أخرى. كتب فرهوفشتات على تويتر وفقًا لنيويورك تايمز بأن على تسيبراس «التوقف عن محاولة إثارة النزاع بين بوتين والاتحاد الأوروبي» وأن عليه «اللعب تبعًا للقواعد المشتركة وإجراء إصلاحات جادة».
ذكرت وسائل إعلام تقارير عن وضع اسم فرهوفشتات على لائحة سوداء روسية لشخصيات بارزة من الاتحاد الأوروبي ممنوعة من دخول البلاد في شهر مايو عام 2015.
تحدث فرهوفشتات في شهر يونيو من عام 2018 عن وجود «دائرة من الشر تحيط بقارتنا» ألا وهي روسيا تحت حكم بوتين وتركيا تحت حكم أردوغان والولايات المتحدة في ظل إدارة ترامب. وأضاف قائلًا: «بيد أن مشكلتنا أعمق من ذلك، وهي أعمق من سياستنا الخارجية أو أمننا الخارجي. لدى أوروبا طابور خامس في صفوفها... أدعوهم بمهللي بوتين: لوبان وفيلدرز وفاراج... ويضاف عليهم قادة حكوميين من أمثال أوربان وكاتشينسكي وسالفيني. هؤلاء الناس لديهم هدف واحد وهو تدمير أوروبا والإجهاز على ديمقراطيتنا الليبرالية».

### ميانمار
وصف فرهوفشتات زعيمة ميانمار أون سان سو تشي بـ«مصدر العار» في 8 سبتمبر عام 2017، وذلك عقب تصريحاتها الجدلية حول الإبادة الجماعية للروهينغا في ميانمار.

### تركيا
قال فرهوفشتات في شهر نوفمبر من عام 2016: «هنالك أغلبية واسعة للغاية من الداخل قالوا بأنه يتعين عليك تجميد محادثات الانضمام في الوقت الحالي، ووضع عدد من الشروط المنوطة بالاستئناف بمجرد امتثال تركيا بها».
اتهم فرهوفشتات الرئيس التركي رجب طيب أردوغان بالاستخفاف في شهر مايو عام 2017، وذلك بسبب تأييد الأخير لحرية التعبير في حين يقبع صحفيون في السجون التركية.

### الهجرة
دعا فرهوفشتات إلى إصلاح نظام اللجوء والهجرة الخاص بالاتحاد الأوروبي في شهر أغسطس من عام 2015، وجاء ذلك تجاوبًا مع أزمة اللاجئين الأوروبية. كذلك انتقد كلًا من رئيس الوزراء البريطاني ديفيد كاميرون والرئيس الفرنسي فرانسوا أولاند بسبب معارضتهما لمقترح قدمته المفوضية الأوروبية من أجل توزيع طلبات لجوء المهاجرين على جميع الدول الأعضاء في الاتحاد الأوروبي. كذلك دعا حكومات فرنسا والمملكة المتحدة والمجر إلى التوقف عن بناء جدران واتخاذ إجراءات لتأمين حدودهم وتركيز جهودهم على تقديم المساعدة الإنسانية. تضمنت هذه المساعدة الإنسانية مطالبة البلدان التي تعاني خللًا وتشكل مصدرًا للمهاجرين العمل على معالجة هذا الخلل.

### الفيدرالية الأوروبية
طرح فرهوفشتات كتابًا حمل عنوان «الولايات المتحدة الأوروبية» في أعقاب صدور نتائج الاستفتاء على دستور أوروبي في فرنسا وهولندا عام 2005. يدّعي الكتاب المكتوب باللغة الهولندية بأن المواطن الأوروبي العادي يريد «المزيد من أوروبا»، وجاء هذا الإدعاء استنادًا على نتائج أحد استطلاعات الرأي التي أجرتها يوروباروميتر.
ألقى فرهوفشتات خطابًا في مؤتمر لحزب الديمقراطيين الليبراليين البريطاني بمدينة بورنموث في شهر سبتمبر من عام 2019، وقال بأن «عالم الغد ليس نظامًا عالميًا قائمًا على دول أو بلدان قومية. إنما هو نظام عالمي قائم على إمبراطوريات. الصين ليست أمة بل إنها حضارة. الهند ليست أمة. كذلك الولايات المتحدة هي إمبراطورية أكثر من كونها أمة. وفي الأخير لدينا الاتحاد الروسي. عالم الغد هو عالم إمبراطوريات والذي لن نستطيع فيه نحن كأوروبيين وأنتم أيها البريطانيون الدفاع عن مصالحكم ونمط حياتكم إلا من خلال تكاتفنا معًا في إطار عمل أوروبي وضمن الاتحاد الأوروبي».

### خروج بريطانيا من الاتحاد الأوروبي
قال فرهوفشتات في يناير عام 2013 أي قبل ثلاثة أعوام من إجراء استفتاء بقاء المملكة المتحدة ضمن الاتحاد الأوروبي في عام 2016: «إن خروج بريطانيا من الاتحاد الأوروبي هو محض غباء بالنسبة لبلد تذهب 53 بالمئة من صادراته إلى القارة وإلى باقي أنحاء أوروبا. والأمر في منتهى الغباء لدرجة أن الولايات المتحدة وهي أفضل صديق لبريطانيا لم تستطع فهم الأمر بتاتًا».
قال فرهوفشتات في الفترة التي سبقت إجراء الاستفتاء على عضوية المملكة المتحدة ضمن الاتحاد الأوروبي في شهر فبراير من عام 2016: «الفائزون الوحيدون من خروج بريطانيا من الاتحاد الأوروبي هم نايجل فاراج وفلاديمر بوتين اللذين سيستمتعون برؤية أوروبا مقسمة.»

### روابط خارجية
- جاي فيرهوفشتان على موقع الموسوعة البريطانية (الإنجليزية)
- جاي فيرهوفشتان على موقع مونزينجر (الألمانية)
- جاي فيرهوفشتان على موقع إن إن دي بي (الإنجليزية)